# Xã Herl, Quận Rawlins, Kansas
Xã Herl (tiếng Anh: Herl Township) là một xã thuộc quận Rawlins, tiểu bang Kansas, Hoa Kỳ. Năm 2010, dân số của xã này là 310 người.